# Alexander Sergejewitsch Foliforow
Alexander Sergejewitsch Foliforow (russisch Алекса́ндр Серге́евич Фоли́форов,  englische Transkription Alexander Foliforov; * 8. März 1992 in Kowrow) ist ein ehemaliger russischer Radrennfahrer.

## Karriere
Foliforow begann seine internationale Karriere 2012 beim Continental Team Itera-Katusha, für das er in diesem Jahr die Nachwuchswertung der Serbien-Rundfahrt gewann. 2013 gewann er für Helicopters die vierte Etappe des Grand Prix of Adygeya und damit sein erstes Rennen des internationalen Kalenders. Bei dem U23-Etappenrennen Ronde de l’Isard 2014 siegte er wiederum für Itera bei zwei Etappen, gewann die Punkte- sowie die Bergwertung und wurde Gesamtsechster. Für die russische Nationalmannschaft wurde er im selben Jahr Gesamtvierter des U23-Nationencuprennens Tour de l’Avenir.
2015 wechselte Foliforow zum Professional Continental Team RusVelo und erzielte beim Grand Prix of Sochi seinen ersten internationalen Rundfahrtsieg. Mit dem Giro d’Italia 2016 bestritt er seine erste Grand Tour und erreichte seinen bis dahin größten Erfolg. Er gewann überraschend das Bergzeitfahren der 15. Etappe vor Steven Kruijswijk, den er um Sekundenbruchteile schlug.
Trotz seiner Erfolge wurde Foliforows Vertrag nach der Saison 2018 nicht verlängert. Damit endete im Alter von 26 Jahren seine Karriere als Radrennfahrer.

## Familie
Alexander Foliforow ist der jüngere Bruder von Anton Foliforow, mehrfacher Weltmeister im Mountainbike-Orienteering.

## Erfolge
2012
- Nachwuchswertung Serbien-Rundfahrt

2013
- eine Etappe Grand Prix of Adygeya

2014
- eine Etappe Grand Prix of Adygeya
- zwei Etappen, Punktewertung und Bergwertung Ronde de l’Isard

2015
- Gesamtwertung und eine Etappe Grand Prix of Sochi

2016
- eine Etappe Giro d’Italia

2017
- Bergwertung Tour of the Alps

## Grand-Tour-Platzierungen
| Grand Tour            | 2016 | 2017 |
| --------------------- | ---- | ---- |
| Giro d’ItaliaGiro     | 45   | 40   |
| Tour de FranceTour    | –    | –    |
| Vuelta a EspañaVuelta | –    | –    |